# Le Rêveur du Never Never
Le Rêveur du Never Never est le septième épisode de la série en bande dessinée La Jeunesse de Picsou, écrite par l'auteur américain Keno Don Rosa. Cet épisode met en scène Balthazar Picsou dans le désert australien, sur une période allant de 1893 à 1896.

## Synopsis
Au château Mc Picsou, Fergus Mc Picsou et John Mc Picsou discutent des activités de Balthazar. Celui-ci est actuellement à l'autre bout du monde, en Australie, où nous le rejoignons. Il explore le continent à la recherche d'or. Par hasard, il rencontre un chaman aborigène, Jabiru, achevant un Walkabout à travers le pays et cherchant des indices sur le temps du rêve. Tous deux affronteront un dangereux bandit.
Pendant ce temps, ils pénétrent dans une grotte habitée par les ancêtres du chaman, renfermant une énorme opale. Sur les parois, une fresque raconte un mythe dont l'histoire, inachevée, prédit les péripéties que Picsou va vivre dans les minutes qui suivent. En effet, celui-ci se voit piégé par le bandit qui vole l'opale. Puis, une fois le bandit rattrapé, survient une violente inondation (correspondant au bunyip du mythe).
Après maintes péripéties, qui manquent à Picsou de lui faire perdre son premier sou à tout jamais, celui-ci parvient à remettre la pierre à sa place. Les augures que l'indigène recherche dévoilent alors une partie de l'avenir, et pousse le prospecteur à retourner dans le nord de l'Amérique, où se produisent les aurores boréales, dans le Yukon.

## Fiche technique
- Code de l'histoire : D 92314[1].
- Titre Original : The Dreamtime Duck of the Never Never
- Titre français : Le rêveur du Never Never
- Scénario : Don Rosa
- Dessin : Don Rosa
- Editeur : Gladstone Publishing aux États-Unis
- Éditeur : Egmont[2]
- 15 pages
- Premières publications : Anders And & Co n°1993-24 (Danemark), Kalle Anka & C:o (Suède) et Donald Duck & Co. juin 1993
- Première publication au Royaume-Uni : Mickey and Friends (Fleetway) n° 1993-25)
- Première publication aux États-Unis : Uncle Scrooge n°291, 14 février 1995.
- Première publication en France : Picsou Magazine n°279, 1995.